# Ca' d'Andrea
Ca' d'Andrea é uma comuna italiana da região da Lombardia, província de Cremona, com cerca de 537 habitantes. Estende-se por uma área de 17 km², tendo uma densidade populacional de 32 hab/km². Faz fronteira com Cappella de' Picenardi, Cingia de' Botti, Derovere, San Martino del Lago, Torre de' Picenardi, Voltido.

## Demografia
| Variação demográfica do município entre 1861 e 2011                               |
|                                                                                   |
| Fonte: Istituto Nazionale di Statistica (ISTAT) - Elaboração gráfica da Wikipedia |